# Claudio Botelho
Claudio Botelho, nascido em 20 de novembro de 1964 em Araguari (MG). Ator, diretor teatral, diretor musical, tradutor e versionista. Claudio Botelho foi criado em Uberlândia e mudou-se para o Rio de Janeiro em 1978, onde teve seus primeiros contatos com a música e o teatro no Colégio São Vicente de Paulo, onde ingressou na aula de teatro de Almir Telles. 

## Carreira
Se formou na primeira turma da CAL (Centro de Arte de Laranjeiras), em 1992. E como ator, participou de espetáculos como Na Bagunça do Teu Coração, Hello Gershwin, Suburbano Coração, Company e Os Fantástikos.
Em parceria com Charles Möeller, dirigiu mais de 40 espetáculos de sucesso, tais como A Noviça Rebelde (2008), Pippin (2017), Rocky Horror Show (2017), Se Meu Apartamento Falasse (2018), Kiss me Kate – O Beijo da Megera (2015), Hair (2010), O Despertar da Primavera (2008), A Ópera do Malandro (2003), Beatles num Céu de Diamantes (2008), O Que Terá Acontecido a Baby Jane? (2016), Um Violinista no Telhado (2011), entre outros.
O trabalho de Claudio Botelho como tradutor de musicais também é muito conceituado. Algumas das suas versões de musicais estrangeiros montados no Brasil são Les Misérables (2001), O Fantasma da Ópera (2003), My Fair Lady (2005), Miss Saigon (2005), West Side Story (2010), A Família Addams -  O Musical (2012), A Bela e a Fera (2003) e Chicago (2004).
Realizou shows solo como Cantos & Contos, Cole Porter & Meus Musicais de Estimação e Versão Brasileira.
Já ganhou importantes prêmios tais como Mambembe, Prêmio Governo do Estado do Rio de Janeiro, Prêmio APTR, Prêmio Qualidade Brasil, Prêmio Shell, Prêmio Bibi Ferreira, Prêmio APCA e o Faz Diferença (Jornal O Globo) e a medalha da Ordem do Mérito Cultural, do MinC. 

## Trabalhos

### TEATRO
| ATOR | ATOR                                             | ATOR            |
| Ano  | Espetáculo                                       | Direção         |
| ---- | ------------------------------------------------ | --------------- |
| 1983 | Os Meninos da Rua Paulo                          | Luís de Lima    |
| 1985 | Quixote                                          | Eric Nielsen    |
| 1996 | Os Fantástikos                                   | Elias Andreato  |
| 1998 | Na Bagunça do Teu Coração                        | Bibi Ferreira   |
| 2000 | Company                                          | Charles Möeller |
| 2002 | Suburbano Coração                                | Charles Möeller |
| 2005 | Lado a Lado com Sondheim                         | Charles Möeller |
| 2014 | Todos os Musicais de Chico Buarque em 90 Minutos | Charles Möeller |

| CANTOR (show/peças) | CANTOR (show/peças)                                         | CANTOR (show/peças)  |                                 |
| Ano                 | Espetáculo                                                  | Direção              | Local                           |
| ------------------- | ----------------------------------------------------------- | -------------------- | ------------------------------- |
| 1990                | Casamento Branco                                            | Sérgio Britto        | Teatro do CCBB-RJ               |
| 1990                | Um e Outro                                                  | Miguel Falabella     | Teatro Cândido Mendes           |
| 1991                | Hello Gershwin                                              | Marco Nanini         | Teatro Ipanema                  |
| 1993                | Porgy & Bess in Concert                                     |                      | Boate People (RJ)               |
| 1993                | De Rosto Colado                                             | Marco Nanini         | Teatro Rival                    |
| 1995                | Fred e Judy                                                 | Paulo Afonso de Lima | Rio Jazz Club                   |
| 1995                | That´s Entertainment                                        | José Wilker          |                                 |
| 1995                | Cole Porter in Rio                                          |                      | Rio Jazz Club                   |
| 1997                | Sondheim Tonight                                            | Paulo Afonso de Lima |                                 |
| 2000                | Musicais in Concert                                         |                      |                                 |
| 2000                | American Concert                                            |                      |                                 |
| 2004                | Lupicínio e Outros Amores                                   | Charles Möeller      |                                 |
| 2010                | Versão Brasileira                                           | Charles Möeller      | SESC-Copacabana (RJ)            |
| 2013                | Cole Porter & Meus Musicais de Estimação                    |                      | Bar do Copa (Copacabana Palace) |
| 2014                | Todos os Musicais de Chico Buarque em 90 Minutos            | Charles Möeller      | Casa de shows Miranda (RJ)      |
| 2014                | Projeto ‘Cantos & Contos’                                   |                      |                                 |
| 2015                | Versão Brasileira – Möeller & Botelho – 25 Anos de Musicais | Charles Möeller      |                                 |

| DIRETOR e DIRETOR MUSICAL | DIRETOR e DIRETOR MUSICAL                            |
| Ano                       | Espetáculo                                           |
| ------------------------- | ---------------------------------------------------- |
| 1990                      | Casamento Branco                                     |
| 1990                      | Tambores na Noite                                    |
| 1997                      | Cafona sim, e daí?                                   |
| 1997                      | As Malvadas                                          |
| 1998                      | O Abre Alas                                          |
| 2000                      | Cole Porter – Ele Nunca Disse que Me Amava           |
| 2001                      | Company                                              |
| 2001                      | Um Dia de Sol em Shangrilá                           |
| 2002                      | O Fantasma do Theatro                                |
| 2002                      | Suburbano Coração                                    |
| 2003                      | Magdalena                                            |
| 2003                      | Ópera do Malandro                                    |
| 2004                      | Cristal Bacharach                                    |
| 2004                      | Lupicínio e Outros Amores                            |
| 2004                      | Tudo é Jazz                                          |
| 2005                      | Lado a Lado com Sondheim                             |
| 2006                      | Sweet Charity                                        |
| 2006                      | Ópera do Malandro em Concerto                        |
| 2007                      | Sassaricando – E o Rio Inventou a Marchinha          |
| 2007                      | Sete – O Musical                                     |
| 2008                      | Gloriosa – A Vida de Florence Foster                 |
| 2008                      | Beatles num Céu de Diamantes                         |
| 2008                      | A Noviça Rebelde                                     |
| 2009                      | Avenida Q                                            |
| 2009                      | O Despertar da Primavera                             |
| 2010                      | Versão Brasileira                                    |
| 2010                      | Gypsy                                                |
| 2010                      | É Com Esse Que Eu Vou                                |
| 2010                      | Hair                                                 |
| 2011                      | As Bruxas de Eastwick                                |
| 2011                      | Um Violinista no Telhado                             |
| 2011                      | Judy Garland – O Fim do Arco-Íris                    |
| 2012                      | Herivelto como Conheci                               |
| 2012                      | O Mágico de Oz                                       |
| 2012                      | Milton Nascimento – Nada Será Como Antes – O Musical |
| 2013                      | Como Vencer na Vida sem Fazer Força                  |
| 2014                      | Todos os Musicais de Chico Buarque em 90 Minutos     |
| 2015                      | Nine – Um Musical Felliniano                         |
| 2015                      | Kiss me, Kate – O Beijo da Megera                    |
| 2017                      | Se Meu Apartamento Falasse                           |
| 2018                      | Pippin                                               |
| 2018                      | A Noviça Rebelde                                     |
| 2019                      | O Despertar da Primavera                             |
| 2019                      | Cole Porter – Ele Nunca Disse Que Me Amava           |
| 2024                      | A Noviça Rebelde                                     |

| SUPERVISÃO MUSICAL | SUPERVISÃO MUSICAL                     |
| Ano                | Espetáculo                             |
| ------------------ | -------------------------------------- |
| 2010               | Era no Tempo do Rei                    |
| 2014               | Os Saltimbancos Trapalhões – O Musical |
| 2016               | Rocky Horror Show                      |
| 2016               | Cinderella – O Musical                 |

| VERSIONISTA/ADAPTADOR | VERSIONISTA/ADAPTADOR                                                     |
| Ano                   | Espetáculo                                                                |
| --------------------- | ------------------------------------------------------------------------- |
| 1983                  | Os Meninos da Rua Paulo (adaptação para teatro do livro de Ferenc Molnár) |
| 1990                  | Casamento Branco (adaptação para canção dos versos de Tadeusz Różewicz)   |
| 1996                  | Os Fantástikos                                                            |
| 1998                  | O Abre Alas                                                               |
| 2000                  | Cole Porter – Ele Nunca Disse que Me Amava                                |
| 2000                  | Candide                                                                   |
| 2001                  | O Beijo da Mulher Aranha                                                  |
| 2001                  | Company                                                                   |
| 2001                  | Les Misérables                                                            |
| 2001                  | Victor ou Victoria                                                        |
| 2002                  | O Fantasma do Theatro                                                     |
| 2002                  | A Bela e a Fera                                                           |
| 2003                  | Magdalena                                                                 |
| 2004                  | Tudo é Jazz!                                                              |
| 2004                  | Chicago                                                                   |
| 2005                  | Lado a Lado com Sondheim                                                  |
|                       | O Fantasma da Ópera                                                       |
| 2006                  | Sweet Charity                                                             |
| 2007                  | My Fair Lady                                                              |
| 2007                  | Miss Saigon                                                               |
| 2007                  | Peter Pan – Todos podemos voar                                            |
| 2008                  | West Side Story                                                           |
| 2008                  | A Noviça Rebelde                                                          |
| 2008                  | Gloriosa – A Vida de Florence Foster                                      |
| 2009                  | O Despertar da Primavera                                                  |
| 2009                  | Avenida Q                                                                 |
| 2010                  | Mamma Mia!                                                                |
| 2010                  | O Rei e Eu                                                                |
| 2010                  | Hair                                                                      |
| 2010                  | Gypsy                                                                     |
| 2010                  | Jekyll & Hyde – O Médico e o Monstro                                      |
| 2011                  | Judy Garland – O Fim do Arco-Íris                                         |
| 2011                  | Um Violinista no Telhado                                                  |
| 2011                  | As Bruxas de Eastwick                                                     |
| 2011                  | Evita                                                                     |
| 2012                  | A Família Addams - O Musical                                              |
| 2012                  | O Mágico de Oz                                                            |
| 2013                  | Como Vencer na Vida sem Fazer Força                                       |
| 2013                  | Shrek                                                                     |
| 2015                  | Kiss me, Kate – O Beijo da Megera                                         |
| 2015                  | Nine – Um Musical Felliniano                                              |
| 2016                  | Rocky Horror Show                                                         |
| 2016                  | Cinderella – O Musical                                                    |
| 2017                  | Se Meu Apartamento Falasse                                                |
| 2018                  | Pippin                                                                    |
| 2018                  | A Noviça Rebelde                                                          |
| 2019                  | O Despertar da Primavera                                                  |
| 2019                  | Cole Porter – Ele Nunca Disse Que Me Amava                                |
| 2021                  | Barnum - O rei do Show                                                    |
| 2023                  | A Noviça Rebelde                                                          |
| 2023                  | Bettlejuice                                                               |

| COMPOSITOR | COMPOSITOR                         | COMPOSITOR                | COMPOSITOR                  |
| Ano        | Espetáculo                         | Direção                   | Função                      |
| ---------- | ---------------------------------- | ------------------------- | --------------------------- |
| 1985       | Quixote                            | Eric Nielsen              |                             |
| 1989       | Moça, Nunca Mais                   | Ary Fontoura e Ivan Senna | Músicas e letras            |
| 1990       | Casamento Branco                   | Sérgio Britto             | Composições                 |
|            | Tambores na Noite                  | Luís Fernando Lobo        | Composições                 |
| 1994       | Lago 22                            | Jorge Takla               | Composições                 |
| 1995       | Memórias do Interior (balé-teatro) | Sérgio Britto             | Composições                 |
| 1996       | Giovanni – O Musical               | Rogério Fabiano           | Músicas e letras            |
|            | Nos Tempos de Martins Pena         | Sérgio Britto             | Músicas e letras            |
| 1997       | Cafona sim, e daí?                 | Sérgio Britto             | Composição da música-título |
| 2007       | Sete – O Musical                   | Charles Moeller           | Letras                      |

### TV
| Ano  | Programa | Canal    | Função                       | Direção          |
| ---- | --- | -------- | ---------------------------- | ---------------- |
| 2010 | Dalva e Herivelto: Uma Canção de Amor                                                                                           | TV Globo | Direção dos números musicais |                  |
| 1999 | Na Bagunça do Teu Coração | TVE      |                              | Demerval Neto    |
| 1995 | 100 anos da Broadway (quatro programas dedicados a compositores como Kurt Weill e à dupla Rodgers & Hammerstein)                | TVE      |                              | Maurício Sherman |
| 1993 | Série Grandes Compositores (cinco programas, com canções de Cole Porter, Gershwin, Irving Berlin, Rodgers & Hart e Jerome Kern) | TVE      |                              | Demerval Neto    |

### CINEMA
| Ano  | Filme                                        | Direção                 | Função          |
| ---- | -------------------------------------------- | ----------------------- | --------------- |
| 1995 | Cole in Rio (curta-metragem)                 | Ney Costa Santos        | Ator            |
| 2017 | Os Saltimbancos Trapalhões: Rumo a Hollywood | João Daniel Tikhomiroff | Direção musical |
|      |                                              |                         |                 |

### DISCOGRAFIA
| Ano  | Disco                                            | Participantes                   |
| ---- | ------------------------------------------------ | ------------------------------- |
| 1998 | Na Bagunça do teu Coração                        | Claudia Netto & Claudio Botelho |
| 2001 | Company                                          | Elenco do espetáculo            |
| 2005 | Lado a Lado com Sondheim                         | Elenco do espetáculo            |
| 2014 | Todos os Musicais de Chico Buarque em 90 Minutos | Elenco do espetáculo            |

### PRÊMIOS
| Ano  | Prêmio                                                   | Categoria                                                                               | espetáculo                                 | Status   |
| ---- | -------------------------------------------------------- | --------------------------------------------------------------------------------------- | ------------------------------------------ | -------- |
| 1999 | Prêmio Mambembe                                          | pelo conjunto de seus trabalhos naquele ano.                                            |                                            | Vencedor |
| 2000 | Prêmio Governo do Estado do Rio de Janeiro               | por seu trabalho                                                                        | Cole Porter – Ele Nunca Disse Que Me Amava | Vencedor |
| 2004 | Prêmio Shell                                             | pelas versões para o português                                                          | Tudo é Jazz!                               | Vencedor |
| 2008 | Prêmio Shell                                             | Categorial Especial, pela expressiva contribuição ao gênero musical no cenário carioca. |                                            | Vencedor |
| 2009 | Prêmio da Associação Paulista de Críticos de Arte (APCA) | pela contribuição ao Teatro Musical Brasileiro.                                         |                                            | Vencedor |
| 2009 | Prêmio Qualidade Brasil                                  | Melhor Direção Teatral Musical                                                          | O Despertar da Primavera                   | Vencedor |
| 2010 | Prêmio Qualidade Brasil                                  | Melhor Direção Teatral Musical                                                          | Gypsy                                      | Vencedor |
| 2010 | Prêmio Shell                                             | pelas versões para o português                                                          | Avenida Q                                  | Vencedor |
| 2013 | Prêmio Bibi Ferreira                                     | Melhor Versão                                                                           | A Família Addams - O Musical               | Vencedor |
| 2014 | Prêmio Bibi Ferreira                                     | Melhor Versão                                                                           | Shrek - O Musical                          | Vencedor |
| 2015 | Prêmio Reverência                                        | Categoria Especial pelas versões                                                        | Kiss Me, Kate – O Beijo da Megera          | Vencedor |
| 2017 | Prêmio Bibi Ferreira                                     | Melhor Versão                                                                           | Les Misérables                             | Vencedor |

1. ↑  https://moellerbotelho.com.br/moeller-e-botelho/a-historia/
2. ↑  «Escola de Atores | Profissionais Artes Cênicas». Casa das Artes de Laranjeiras. Consultado em 21 de agosto de 2024
3. ↑  «Folha de S.Paulo - Teatro: Chico habita "Bagunça do Teu Coração" - 22/03/2000». www1.folha.uol.com.br. Consultado em 21 de agosto de 2024
4. ↑  https://www1.folha.uol.com.br/fsp/ilustrad/fq1010200216.htm
5. ↑  estadaoconteudo. «Musical 'Company' expõe os problemas dos relacionamentos». Terra. Consultado em 21 de agosto de 2024
6. ↑  https://vejario.abril.com.br/programe-se/detalhes-nova-montagem-a-novica-rebelde-centro
7. ↑  «Clássico da Broadway, 'Pippin' ganha montagem de Charles Möeller e Claudio Botelho». O Globo. 3 de agosto de 2018. Consultado em 21 de agosto de 2024
8. ↑  https://redeglobo.globo.com/globoteatro/noticia/2016/11/adaptacao-brasileira-do-sucesso-rocky-horror-show-estreia-em-sp.html
9. ↑  «Charles Möeller & Claudio Botelho estreiam 'Se meu apartamento falasse...' na Barra». O Globo. 11 de dezembro de 2017. Consultado em 21 de agosto de 2024
10. ↑  https://vejario.abril.com.br/atracao/kiss-me-kate-o-beijo-da-megera
11. ↑  https://redeglobo.globo.com/globoteatro/reportagens/noticia/2013/09/juntos-ha-20-anos-charles-moeller-e-claudio-botelho-lancam-hair.html
12. ↑  https://teatrouol.com.br/espetaculos/beatles-num-ceu-de-diamantes/
13. ↑  https://vejasp.abril.com.br/atracao/o-que-tera-acontecido-a-baby-jane
14. ↑  «Um Violinista no Telhado». VEJA SÃO PAULO. Consultado em 21 de agosto de 2024
15. ↑  https://oglobo.globo.com/cultura/o-despertar-da-primavera-lidera-indicacoes-ao-premio-shell-de-teatro-3073027
16. ↑  https://redeglobo.globo.com/globoteatro/noticia/premio-bibi-ferreira-anuncia-vencedores-da-5-edicao.ghtml
17. ↑  https://www.estadao.com.br/cultura/confira-a-lista-dos-vencedores-do-premio-apca-2009/
18. ↑  «Charles Möeller & Claudio Botelho são agraciados com a medalha da Ordem do Mérito Cultural – Möeller e Botelho». 19 de dezembro de 2017. Consultado em 21 de agosto de 2024